# قلعه شفیع‌آباد
قلعه شفیع‌آباد مربوط به دوره قاجار است و در شهرستان کرمان، بخش شهداد، روستای شفیع‌آباد واقع شده و این اثر در تاریخ ۷ مهر ۱۳۸۱ با شمارهٔ ثبت ۶۱۱۶ به‌عنوان یکی از آثار ملی ایران به ثبت رسیده‌است.